# Hans Enn
Pour les articles homonymes, voir Enn.
Hans Enn, né le 10 mai 1958 à Hinterglemm, est un ancien skieur alpin autrichien.

## Palmarès

### Jeux olympiques
| Édition / Épreuve   | Descente | Slalom géant | Slalom  |
| ------------------- | -------- | ------------ | ------- |
| JO 1980 Lake Placid | —        | Bronze       | 4e      |
| JO 1984 Sarajevo    | —        | Abandon      | Abandon |

### Championnats du monde
| Édition / Épreuve                    | Descente | Super G                          | Slalom géant | Slalom | Combiné |
| ------------------------------------ | -------- | -------------------------------- | ------------ | ------ | ------- |
| Mondiaux 1978 Garmisch-Partenkirchen | —        | Épreuve inexistante à cette date | 6e           | 11e    | —       |
| JO 1980 Lake Placid                  | —        | Épreuve inexistante à cette date | Bronze       | 4e     | —       |
| Mondiaux 1982 Schladming             | —        | Épreuve inexistante à cette date | 6e           | —      | —       |
| Mondiaux 1985 Bormio                 | —        | Épreuve inexistante à cette date | 5e           | —      | —       |
| Mondiaux 1989 Vail                   | —        | 13e                              | Abandon      | —      | —       |

### Coupe du monde
- Meilleur résultat au classement général : 7e en 1980
  - 6 victoires : 1 super-G et 5 géants

| Année/Classement | Général | Général | Descente | Descente | Super G | Super G | Géant  | Géant  | Slalom | Slalom | Combiné | Combiné |
| Année/Classement | Class.  | Points  | Class.   | Points   | Class.  | Points  | Class. | Points | Class. | Points | Class.  | Points  |
| ---------------- | ------- | ------- | -------- | -------- | ------- | ------- | ------ | ------ | ------ | ------ | ------- | ------- |
| 1976             | 52e     | 2       | 23e      | 2        | -       | -       | -      | -      | -      | -      | -       | -       |
| 1977             | 35e     | 26      | 22e      | 3        | -       | -       | 20e    | 4      | -      | -      | -       | -       |
| 1978             | 38e     | 12      | -        | -        | -       | -       | 19e    | 2      | 17e    | 10     | -       | -       |
| 1979             | 12e     | 81      | -        | -        | -       | -       | 9e     | 70     | 25e    | 18     | -       | -       |
| 1980             | 7e      | 100     | -        | -        | -       | -       | 2e     | 87     | 13e    | 25     | -       | -       |
| 1981             | 14e     | 93      | 38e      | 2        | -       | -       | 9e     | 52     | 30e    | 8      | 4e      | 31      |
| 1982             | 13e     | 75      | -        | -        | -       | -       | 4e     | 75     | -      | -      | -       | -       |
| 1983             | 20e     | 84      | -        | -        | -       | -       | 5e     | 83     | -      | -      | 43e     | 1       |
| 1984             | 11e     | 105     | -        | -        | -       | -       | 3e     | 105    | -      | -      | -       | -       |
| 1985             | 19e     | 80      | -        | -        | -       | -       | 6e     | 67     | -      | -      | 16e     | 13      |
| 1986             | 36e     | 47      | -        | -        | 8e      | 29      | 17e    | 18     | -      | -      | -       | -       |
| 1987             | 74e     | 8       | -        | -        | -       | -       | 25e    | 8      | -      | -      | -       | -       |
| 1988             | 26e     | 51      | -        | -        | 10e     | 24      | 14e    | 27     | -      | -      | -       | -       |
| 1989             | 35e     | 41      | -        | -        | 9e      | 26      | 13e    | 15     | -      | -      | -       | -       |

| Édition / Épreuve | Super-G     | Géant             | Total |
| ----------------- | ----------- | ----------------- | ----- |
| 1980              | -           | Waterville Valley | 1     |
| 1983              | -           | Kranjska Gora     | 1     |
| 1984              | Val d'Isère | Åre Oslo          | 3     |
| 1985              | -           | Adelboden         | 1     |
| Total             | 1           | 5                 | 6     |

### Arlberg-Kandahar
- Meilleur résultat : 3e place dans le super-G 1984 à Garmisch